# خط 49 (فلم)
النظير 49 (بالإنجليزية: 49th Parallel) هو فيلم دراما صدر في سنة 1941. اسم الفيلم فيه إشارة إلى خط عرض 49° شمال الذي يشكل أيضا فاصلا للحدود بين كندا والولايات المتحدة.

## بطولة
- لورنس أوليفيه

### ترشيحات وجوائز
| السنة | الحدث  | الفئة     | النتيجة |
| ----- | ------ | --------- | ------- |
|       | أوسكار | أفضل فيلم | ترشـيـح |

## وصلات خارجية
- مقالات تستعمل روابط فنية بلا صلة مع ويكي بيانات